# Angelo Mammì
Angelo Mammì (Reggio Calabria, 17 marzo 1943 – Pagani, 16 settembre 2000) è stato un calciatore italiano, di ruolo attaccante.

## Biografia
Morì a Pagani il 16 settembre 2000, all'età di 57 anni, lasciando la moglie e due figli. Le esequie si svolsero il 17 settembre nella Chiesa Carminello Corpo di Cristo di Pagani.
Gli è stata intitolata la Curva Est dello Stadio Nicola Ceravolo di Catanzaro, mentre a Pagani nel 2011 gli è stato intitolato il Piazzale dinanzi allo Stadio Comunale.

## Carriera

### Giocatore

Mammì segna contro il Bari la rete che sancirà nel 1971 la prima promozione in Serie A del Catanzaro

La sua carriera ebbe inizio nel 1962 con la squadra di Locri, in Serie D. Dopo aver militato con la Nocerina e in seguito con l'Internapoli, nel 1966 passò al Lecce, allora militante in Serie C, con il quale rimase fino al 1970, collezionando 102 presenze e 25 reti. Il 24 giugno 1967 andò in gol nell'amichevole contro il Santos di Pelé al Via del Mare di Lecce, pareggiando il gol del fuoriclasse brasiliano (la partita terminò poi 5-1 per i sudamericani).
(Angelo Mammì ricorda la rete segnata contro la Juventus il 30 gennaio 1972)
Il nome di Angelo Mammì è tuttavia legato al Catanzaro, che lo acquistò nel 1970. Nella sua prima stagione nel club calabrese Mammì segnò dieci goal, tra cui uno, di testa, nello spareggio contro il Bari valido per la promozione in Serie A. Nella sua prima stagione in massima categoria, che è anche la prima del Catanzaro nella massima serie, Mammì segnerà tre gol, tra cui il più noto è quello contro la Juventus, che regalerà la prima vittoria del Catanzaro in Serie A.
Alla fine del campionato Mammì sarà trasferito all'Alessandria, ma con la squadra piemontese disputerà solo quattro incontri perché a novembre passa al Messina con il quale resta fino alla fine della stagione collezionando quattordici presenze e quattro goal. Nel 1973 si trasferisce alla Paganese, in Serie D, dove resta fino al 1976. Nella stagione 1978-1979 infine una breve apparizione anche nei campionati regionali, nella formazione della Colligiana, nel campionato toscano di Promozione.

## Statistiche

### Presenze e reti nei club
| Stagione         | Squadra          | Campionato       | Campionato | Campionato | Coppe nazionali | Coppe nazionali | Coppe nazionali | Totale | Totale |
| Stagione         | Squadra          | Comp.            | Pres.      | Reti       | Comp.           | Pres.           | Reti            | Pres.  | Reti   |
| ---------------- | ---------------- | ---------------- | ---------- | ---------- | --------------- | --------------- | --------------- | ------ | ------ |
| 1962-1963        | Locri            | D                | 31         | ?          |                 | ?               | ?               | ?      | ?      |
| 1963-1964        | Nocerina         | D                | 34         | 7          |                 | ?               | ?               | ?      | ?      |
| 1964-1965        | Nocerina         | D                | 29         | 11         |                 | ?               | ?               | ?      | ?      |
| Totale Nocerina  | Totale Nocerina  | Totale Nocerina  | 63         | 18         |                 | ?               | ?               | ?      | ?      |
| 1965-1966        | Internapoli      | D                | 33         | ?          |                 | ?               | ?               | ?      | ?      |
| 1966-1967        | Lecce            | C                | 18         | 3          |                 | ?               | ?               | ?      | ?      |
| 1967-1968        | Lecce            | C                | 31         | 9          |                 | ?               | ?               | ?      | ?      |
| 1968-1969        | Lecce            | C                | 22         | 4          |                 | ?               | ?               | ?      | ?      |
| 1969-1970        | Lecce            | C                | 31         | 9          |                 | ?               | ?               | ?      | ?      |
| Totale Lecce     | Totale Lecce     | Totale Lecce     | 102        | 25         |                 | ?               | ?               | ?      | ?      |
| 1970-1971        | Catanzaro        | B                | 31         | 9 +1       |                 | ?               | ?               | ?      | ?      |
| 1971-1972        | Catanzaro        | A                | 32         | 3          |                 | ?               | ?               | ?      | ?      |
| Totale Catanzaro | Totale Catanzaro | Totale Catanzaro | 63         | 12         |                 | ?               | ?               | ?      | ?      |
| set.-nov. 1972   | Alessandria      | C                | 4          | 0          |                 | ?               | ?               | ?      | ?      |
| nov. 1972-1973   | Riunite Messina  | C                | 14         | 4          |                 | ?               | ?               | ?      | ?      |
| 1973-1974        | Paganese         | D                | 28         | 14         |                 | ?               | ?               | ?      | ?      |
| 1974-1975        | Paganese         | D                | 32         | 13         |                 | ?               | ?               | ?      | ?      |
| 1975-1976        | Paganese         | D                | 29         | 14         |                 | ?               | ?               | ?      | ?      |
| Totale Paganese  | Totale Paganese  | Totale Paganese  | 89         | 41         |                 | ?               | ?               | ?      | ?      |
| Totale carriera  | Totale carriera  | Totale carriera  | 399        | 100        |                 | ?               | ?               | ?      | ?      |

## Palmarès

### Giocatore

#### Club

##### Competizioni nazionali
- Coppa Italia Semiprofessionisti: 1

Alessandria: 1972-1973
- Campionato italiano Serie D: 1

Paganese: 1975-1976 (girone G)